# Musée Asiatica

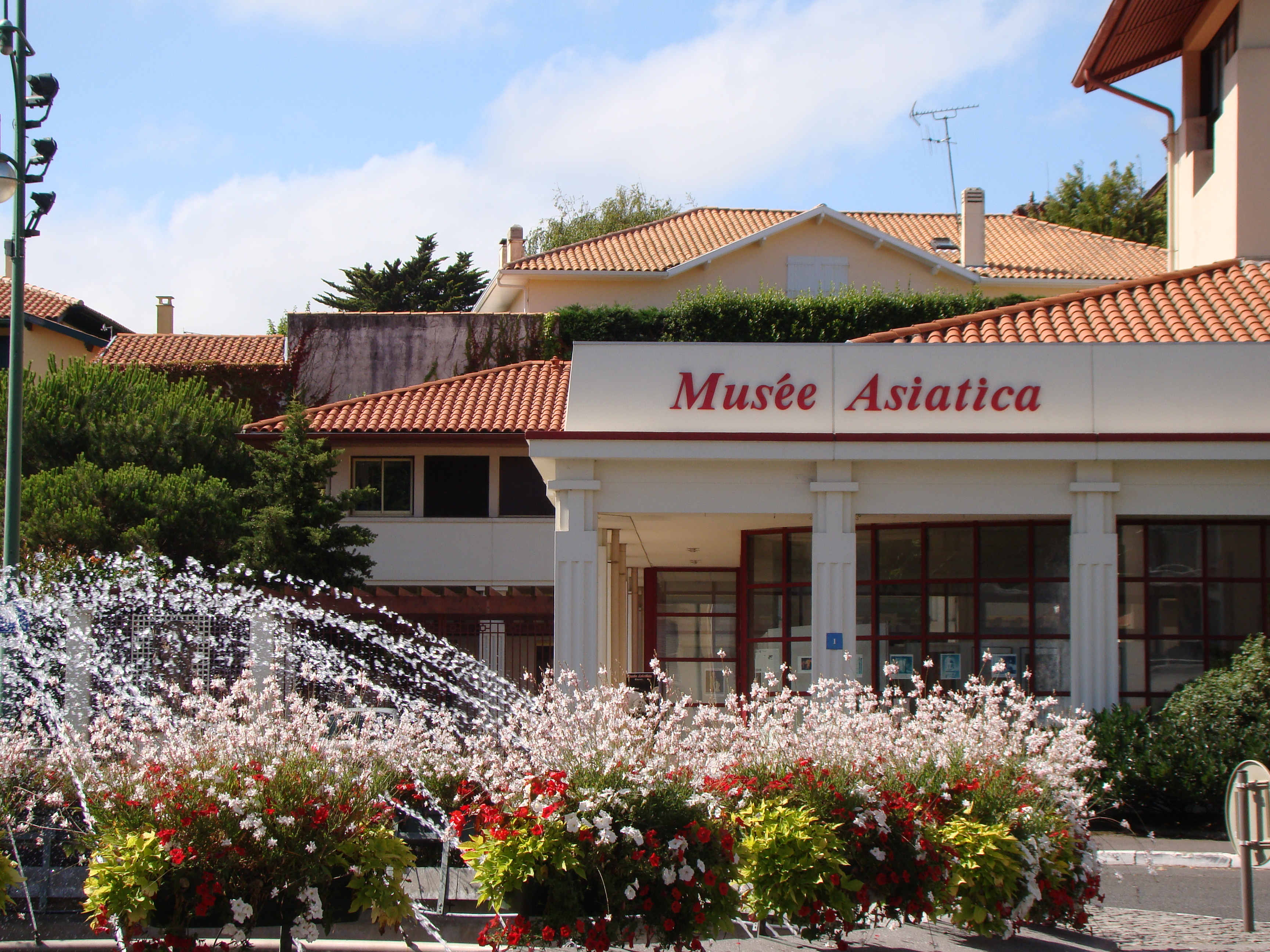
Ansicht des Museumsgebäudes

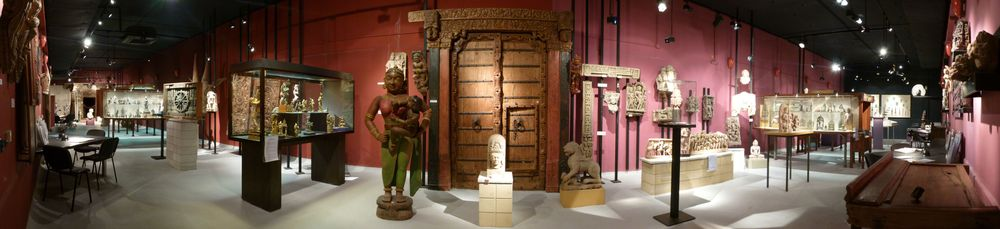
Indische Abteilung

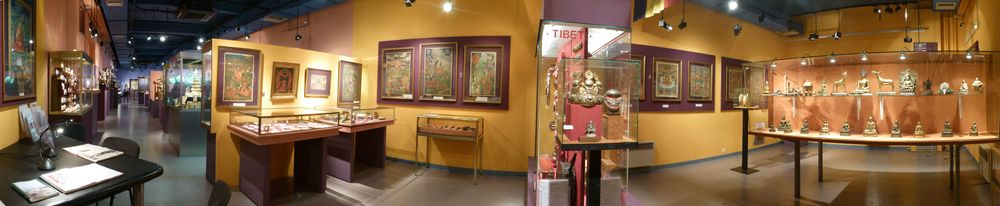
Tibetische Abteilung

Das Musée Asiatica ist ein Museum für asiatische Kunst in der französischen Stadt Biarritz (Département Pyrénées-Atlantiques).

## Geschichte
Die Museumssammlungen gehen auf den aus Biarritz stammenden Pharmaunternehmer Michel Postel zurück, der sich Ende der 1940er Jahre in Indien niedergelassen hatte. Postel rief gemeinsam mit verschiedenen Wissenschaftlern die Franco-Indian Art Research ins Leben, die die archäologische Forschung auf dem indischen Subkontinent förderte. Er selbst erwarb in rund fünf Jahrzehnten eine umfangreiche private Sammlung indischer, nepalesischer, tibetischer und chinesischer Objekte. 1997 leitete er zusammen mit der chinesischen Kunsthistorikerin Xintian Zhu den Aufbau des Musée Asiatica in die Wege, das im März 1999 in Anwesenheit des französischen Kultusministers Philippe Douste-Blazy und des indischen Botschafters in Frankreich, Kangal Sibal, eröffnet wurde.

## Sammlungen
Die musealen Sammlung sind in Abteilungen für indische, chinesische, nepalesische und tibetische Kunst untergliedert. Hinzu kommen in geringerem Umfang Objekte aus anderen asiatischen Kulturkreisen (Japan, Myanmar). Mit über 1600 Objekten ist das Musée Asiatica die größte private Sammlung ihrer Art in Europa.